# Anton Hagen
Anton Hagen (* 16. Juni 1868 in Spaichingen; † 27. Februar 1952 in Leipzig) war ein deutscher sozialdemokratischer Politiker.

## Leben
Hagen war der Sohn eines Drechslers und wuchs zusammen mit elf Geschwistern in ärmlichen Verhältnissen auf. Nach dem Besuch der Volksschule erlernte er in der Schweiz den Beruf des Stuckateurs und begann sich in seinem Handwerk gewerkschaftlich zu engagieren. Im Jahr 1885 wurde er im Allgemeinen Deutschen Arbeiterverein Zürich aktiv. Ein Jahr später trat er dem Gipser- und Stukkateur-Verband Zürich bei und wurde wiederum im folgenden Jahr
Delegierter im Gewerkschaftskartell. 1888/89 leistete er seinen Militärdienst in Württemberg ab. Danach folgten Stationen in Frankfurt am Main, Hannover, München und Dresden, bis sich Hagen schließlich in Leipzig niederließ und 1895 Elvira Roßberg heiratete.
Von 1901 bis 1903 war er Mitglied des zentralen Verbandsausschusses und von 1908 bis 1911 besoldeter Gauleiter des Zentralverbandes der Stukkateur, an dessen Gründungsversammlung er 1892 in Stuttgart teilgenommen hatte. In den Jahren 1906 bis 1907 amtierte Hagen kurzzeitig als Vorsitzender der SPD-Wahlkreisorganisation Sachsen 13. Von 1912 bis 1919 arbeitete er als Angestellter des Bauarbeiterverbandes in Leipzig.
Nachdem aufgrund der Burgfriedenspolitik der sozialdemokratischen Parteiführung ein großer Teil der SPD-Mitglieder in Leipzig zur USPD gewechselt war, wurde Hagen mit der Konsolidierung der Parteistrukturen in Leipzig beauftragt. Von 1917 bis 1925 war er Bezirkssekretär der SPD in Leipzig. Seit 1919 war er auch Stadtverordneter in Leipzig.
Zwischen 1922 und 1929 gehörte er dem Sächsischen Landtag an. Im „Sachsenkonflikt“ von 1924 bis 1926 unterstützte Hagen die Regierung von Max Heldt und trat nach seinem Ausschluss aus der SPD im Juni 1926 zur Alten Sozialdemokratischen Partei über, wo er Mitglied im ASP-Bezirksvorstand Leipzig wurde. 1932 kehrte er mit anderen ASP-Mitgliedern in die SPD zurück.
Trotz seiner fast völligen Erblindung wurde Hagen nach der Machtergreifung durch die Nationalsozialisten am 24. Juni 1933 verhaftet und bis Mitte August des Jahres im KZ Sachsenburg festgehalten. Nach seiner Entlassung stand er zwei Jahre unter Polizeiaufsicht und sein Reisepass wurde eingezogen. In der folgenden Zeit hielt er Kontakt zu einem Kreis um die ehemaligen SPD-Landtagsabgeordneten Otto Nebrig und Erwin Hartsch.
Nach dem Ende des Zweiten Weltkrieges trat Hagen aufgrund seines Gesundheitszustandes nicht mehr öffentlich in Erscheinung. Seine Haltung zur Zwangsvereinigung von SPD und KPD zur SED bleibt ungeklärt. Von einer positiven Stellungnahme ist auszugehen, da er 1950 (auf dem Höhepunkt der Parteisäuberungen gegen ehemalige Sozialdemokraten in der SED) als Verfolgter des Naziregimes anerkannt wurde.